# Podwołoczyska
Podwołoczyska (ukr. Підволочиськ, Pidwołoczyśk) – osiedle typu miejskiego na Ukrainie, w obwodzie tarnopolskim, w rejonie tarnopolskim, w gromadzie Podwołoczyska, nad Zbruczem.
Od wschodu graniczą poprzez rzekę Zbrucz z Wołoczyskami, od południa z Zadnieszówką, od zachodu z Supranówką, a od północy z Wielkim Stawem i ze Staromiejszczyzną, której jeszcze do roku 1857 Podwołoczyska były przysiółkiem.

## Historia miejscowości

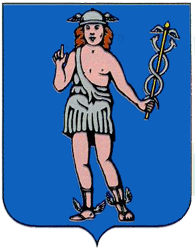
Herb Podwołoczysk w okresie II Rzeczypospolitej

Dawniej Podwołoczyska nazywały się Chlebanówka. Oficjalnie jako miasteczko istnieją od 1881 roku, wcześniej stanowiły przysiółek obszaru dworskiego o nazwie Staromiejszczyzna.
W 1871 doprowadzano tu linię kolejową oraz zbudowano stację Podwołoczyska, będącą austro-węgierska stacją graniczną na granicy z Rosją. Przy niej na gruntach hrabiego Baworowskiego powstało osiedle. Pierwszy pociąg zawitał 1 listopada 1871. W tym czasie stan katolików powiększył się o personel kolejowy i ludność napływową, szczególnie Mazurów. Zdecydowało to o budowie kościoła rzymskokatolickiego. 25 lipca 1880 na gruncie podarowanym przez hr. Wacława Baworowskiego wbudowano kamień węgielny pod kościół, który ukończono w maju 1883.

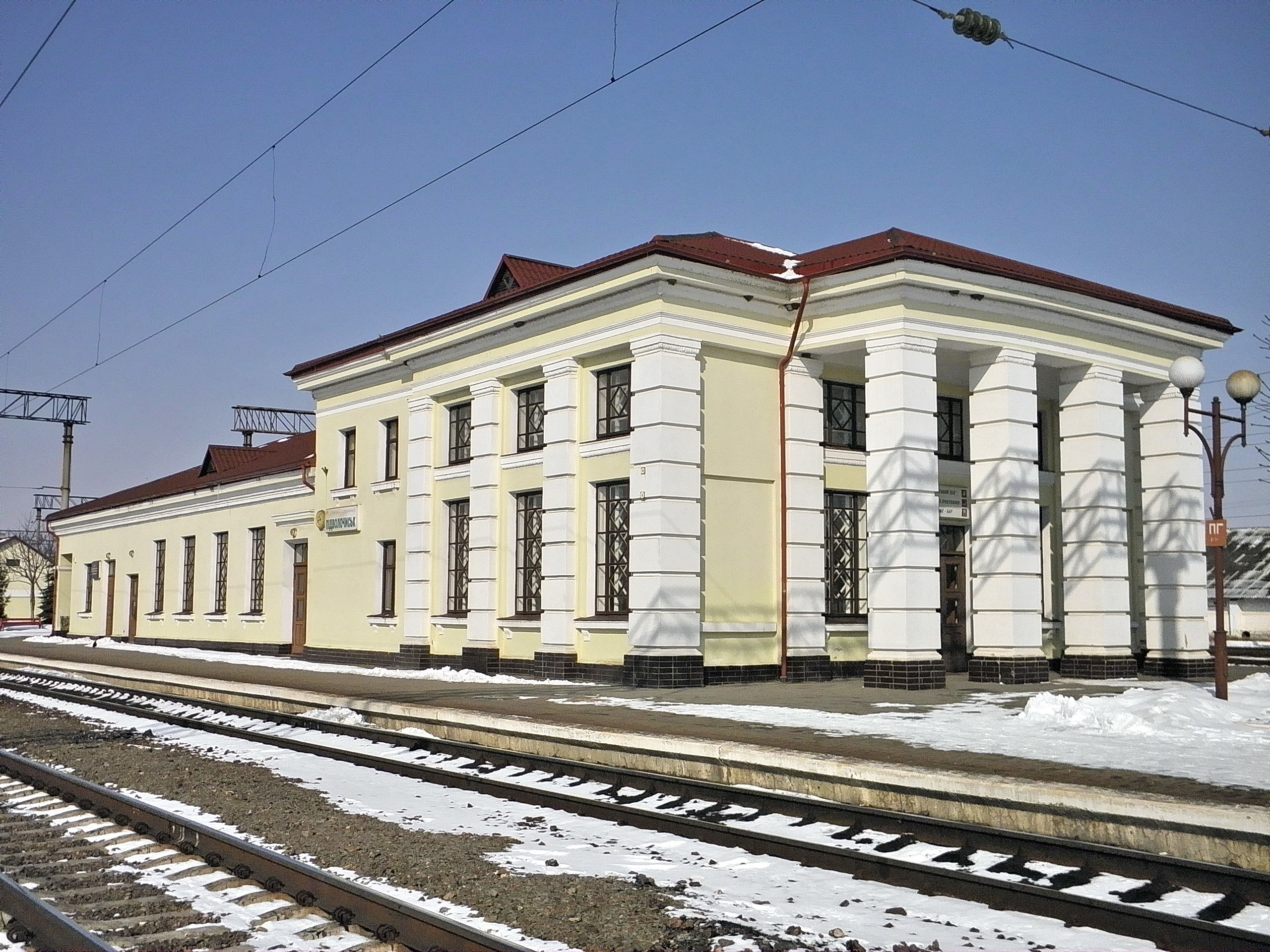
Dworzec kolejowy

W połowie XIX wieku nastąpił szybki rozwój miejscowości na skutek budowy kolei galicyjskiej im. Karola Ludwika Lwów – Tarnopol – Wołoczyska. Odcinek łączący Tarnopol z Wołoczyskami oddano 5 listopada 1871. Wybudowano dużą stację przeładunkową. Zajmowano się głównie handlem rosyjskim zbożem. Przy kolei miał siedzibę austro-węgierski C.K. Główny Urząd Cłowy II klasy.
Po wybudowaniu kolei, na wniosek mieszkańców, sejm wydał ustawę, a cesarz austriacki Franciszek Józef I wydał sankcję powołującą miasteczko Podwołoczyska (1881). Gmina została utworzona 30 grudnia 1880 z osady Podwołoczyska, stanowiącej południową część obszaru dworskiego Staromiejszczyzna oraz z osady Zagrobla Zadnieszowska, wyłączonej z gminy Zadnieszówka).

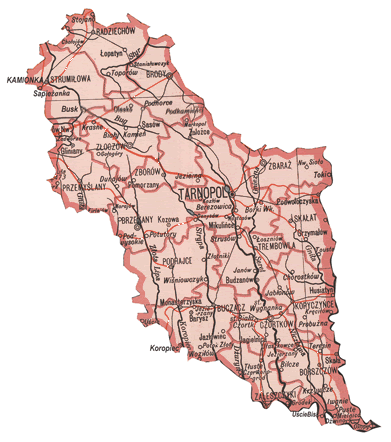
Położenie na mapie województwa tarnopolskiego w roku 1939

Przemysł w miasteczku w latach 1881–1885 stanowiły dwa młyny zbożowe, dwie cegielnie i dwie fabryki albuminy. Poza tym było już rozbudowane rzemiosło i handel na co się składali: 1 aptekarz, 2 szewców, 2 krawców, 4 chirurgów, 5 piekarzy, 2 akuszerki, 1 murarz, 1 kupiec z mieszanymi towarami, 43 kupców zbożowych, 7 handlarzy drzewem, 4 kupców mąki i krup, 1 dzierżawca propin., 2 kupców bławatnych, 1 sklep korzenny, 3 handlarzy suknem, 9 kupców i szynkarzy wina, 6 spekulantów, 3 wekslarzy, 10 faktorów, 25 spedytorów i komisjonerów, 8 oberżystów, 1 kawiarz, 17 szynkarzy.
Od roku 1896 do 1898 miały w Podwołoczyskach miejsce cztery wielkie pożary. W 1895 utworzono Powiatowy Sąd i Urząd Podatkowy.
Dalszy rozwój miasteczka spowodował, że w latach 1907–1909 wybudowano duży, nowy kościół w stylu neogotyckim. Stary kościół został oddany parafii greckokatolickiej.
Do roku 1914 linia kolejowa oraz przejście graniczne pomiędzy Austro-Węgrami i Rosją. Po 1918 roku jako granica Polski i ZSRR w powiecie skałackim, województwo tarnopolskie w II Rzeczypospolitej. W 1921 liczba mieszkańców miasta wynosiła ok. 3700 osób. Od dnia 1.08.1934 roku na skutek reformy administracyjnej Podwołoczyska stały się gminą.
W II Rzeczypospolitej stacjonowały w miejscowości jednostki graniczne Wojska Polskiego: we wrześniu 1921 sztab 2 kompanii 23 batalionu celnego, a w październiku 1922 sztab 1 kompanii 38 batalionu celnego. Po 1924 stacjonowała tu kompania graniczna KOP „Podwołoczyska”.
Od września 1939 Podwołoczyska znalazły się pod okupacją sowiecką, a od 4 lipca 1941 roku niemiecką. 5 lipca 1941 Ukraińcy urządzili pogrom, w czasie którego zamordowano 40 lub 70 Żydów. W czasie okupacji Niemcy utworzyli obóz pracy dla Żydów. W 1942 roku część więźniów tego obozu została wywieziona do Zbaraża i Kamionki, a ostateczna zagłada pozostałych Żydów została dokonana podczas likwidacji obozu 29 czerwca 1943 roku.
W latach 1943–1945 miasto było dla ludności z okolicznych wiosek  schronieniem przez atakami OUN – UPA  Samego miasta nacjonaliści ukraińscy nie zaatakowali, ale na okolicznych drogach zamordowali 20 Polaków.
Po przymusowym wysiedleniu mieszkających tu Polaków (1944–1946), miejscowość stała się miastem USRR. Podczas okupacji pozbawione praw miejskich i włączone do wiejskiej gminy Podwołoczyska.
W 1965 roku na polecenie władz sowieckich został wysadzony w powietrze unikatowy architektonicznie kościół rzymskokatolicki w stylu neogotyckim projektu polskiego architekta Teodora Talowskiego. Na jego miejscu zbudowano „Dom Kultury”. Wyposażenie kościoła zaginęło. Do dziś przetrwał dawny kościół rzymskokatolicki z 1883, przekazany w 1909 roku grekokatolikom. Parafia Podwołoczyska obejmowała swoim zasięgiem także pobliską wieś Zadnieszówka (obecnie osiedle Podwołoczysk) w której w 1930 roku ze składek parafian powstał kościół rzymskokatolicki, a obok niego pomnik Józefa Piłsudskiego. Pomnik został zniszczony przez sowietów po agresji ZSRR na Polskę we wrześniu 1939, natomiast kościół pw. św. Zofii został w 1965 r. wysadzony w powietrze przez komunistów. W 1991 r. katolicy obrządku łacińskiego urządzili kaplicę pw. św. Zofii w dawnym Domu Polskim.
Od 1991 do 2020 Podwołoczyska były siedzibą władz rejonu podwołoczyskiego.
We współczesnym herbie miasta znajduje się rysunek Światowida ze Zbrucza. Przedstawiony posąg Światowida (Świętowita) znaleziono w Zbruczu obok oddalonej o ok. 50 km wsi Liczkowce.

## Ludzie związani z miastem
- Herman Auerbach – polski prof. matematyki, jeden z czołowych przedstawicieli lwowskiej szkoły matematycznej,
- Bronisław Buniakowski – polski nauczyciel, kpt. WP, kierownik szkół w Kobryniu i Karczewie, ofiara zbrodni katyńskiej
- Jisra’el Eldad (Israel Scheib) – członek założyciel i ideologiczny szef podziemnej organizacji Lechi w Palestynie
- Leon Fell – polski lekarz ppor. WP, doktorat z medycyny uzyskał w Paryżu, zamordowany przez rosyjskie NKWD w Charkowie,
- Feliks Gromnicki – adwokat,
- Natan Katzner – obywatel honorowy miasta z 1903[15]
- Hermann Kesten – niemiecki pisarz żydowskiego pochodzenia,
- Edmund Kron – polski aktor, reżyser,
- Walter G. Krzywicki (Samuel Ginzberg) – oficer radzieckiego wywiadu wojskowego, ujawnił plany porozumienia Stalina z III Rzeszą,
- Hugo Krzyski Piesch – polski aktor filmowy, teatralny i telewizyjny,
- Ludwik Lille – polski malarz, rysownik, grafik, krytyk sztuki; reprezentant nurtu surrealistycznego,
- Mieczysław Mijal – żołnierz Legionów Polskich, armii austriackiej i porucznik Wojska Polskiego, kawaler Orderu Virtuti Militari.
- Leon Jan Piniński  – obywatel honorowy miasta z 1903[15]
- Ignacy Porecki – polski działacz antystalinowski,
- Roman Rogoziński – kapitan artylerii Wojska Polskiego, ofiara zbrodni katyńskiej,
- Marian Stangenberg – polski limnolog, hydrobiolog, ichtiolog, prof. Wyższej Szkoły Rolniczej (od 1972 AR) we Wrocławiu[16]
- Tadeusz M. Toczyski – kapitan żandarmerii WP, ofiara zbrodni katyńskiej,
- Stanisław Wilkoński „Wilkoń” – polski ks. kat., katecheta par. Podwołoczyska, zam. 23.10.1941 przez ukraińskich nacjonalistów[17],
- Lidia Winniczuk – polska filolog klasyczna, profesor.

## Pobliskie miejscowości
- Skałat
- Tarnopol
- Zbaraż